# ムサ・ダディス・カマラ
ムサ・ダディス・カマラ（フランス語: Moussa Dadis Camara, 1964年12月29日 - ）は、ギニアの軍人、政治家。キリスト教徒。2008年12月23日にクーデターを起こし、政権を奪取し、同国大統領（第3代）となった。

## 経歴
1964年、コートジボワールやリベリアとの国境に近いギニア東部のンゼレコレ州ローラ県のコウレで生まれた。首都コナクリのアブデル・ナセル大学で経済学を学んだあと、1990年に伍長としてギニア軍に入った。2004年、ドイツで18ヶ月の軍事訓練を受けたあと大尉に昇進し、クーデター前まで軍の燃料補給部隊を統括していた。
2008年12月23日、かねてより病床にあったランサナ・コンテ大統領の死亡が発表されると、カマラは部下を率いて大統領府などコナクリの重要拠点を制圧。12月24日、「国民民主開発評議会（Conseil National de la Démocratie et du Développement、CNDD）」を率いて暫定大統領に就任し、憲法停止と政府の解散を発表、2年後の2010年に選挙を行って民政移管を行うと表明した。
これに対し政府のスアレ首相はこれを否定する表明を行い、「政府は今も実権を握っている」との声明を発表したが、結局25日にカマラに投降し、名実ともにカマラがギニアの実権を握った。
このクーデターに対しアフリカ連合や西アフリカ諸国経済共同体は非難の声明を発表し、ギニアの参加資格を停止した。その後、各国の調停によりカマラは選挙を2009年中に前倒しすると発表した。
カマラは大統領に就任すると、前政権の腐敗を一掃するとして前政権の高官を追放し、権力基盤を固めようとした。
2009年9月28日、首都コナクリで、反対派集会に大統領警護隊が無差別発砲、157名が死亡し、女性が警護隊員に強姦されたうえに殺害されるなどしたため、国際社会の非難を背に、緊張が続いている（2009年ギニア反政府デモ）。
2009年12月3日、彼の副官であるアブバカール・ディアキテがカマラに発砲し、頭を撃たれたカマラは翌4日にモロッコの首都ラバトへと搬送された。議会はレバノンに外遊中だった副大統領兼国防大臣のセクバ・コナテを大統領代行に選出した。
2010年1月16日、カマラは滞在先のブルキナファソで怪我が完全に回復するまで帰国はしないと述べた。しかし、それ以降も帰国しておらず、彼はブルキナファソに完全に亡命している。また、亡命後にイスラム教からカトリックに改宗し、自身の名前を「ムサ」からフランス語の「モイーズ」に変更している。
2022年9月にギニアへ帰国し、2009年反政府デモの虐殺に関与した疑いで裁判中である。2023年11月4日、武装集団が刑務所を襲撃し収監中のカマラを連れ去る事件が発生したが、翌日にカマラは刑務所へ戻った。
2024年7月31日、ムサ・ダディス・カマラは2009年に起きた虐殺で「人道に対する罪」で有罪となり、懲役20年の判決を受けた。。
2025年3月28日、ムーサ・ダディス・カマラは暫定大統領ママディ・ドゥンブヤによって恩赦を受けた。。